# Kenya Pipeline (volley-ball)
Pour l'ancien club de football, voir Kenya Pipeline (football).
Le Kenya Pipeline est un club kényan de volley-ball basé à Nairobi.
Fondé en 1984, le club a remporté six fois le Championnat d'Afrique des clubs champions féminin de volley-ball, son dernier sacre datant de 2005.
En 2019, le Kenya Pipeline a terminé troisième de cette compétition. Entraînées par Paul Gitau, successeur de Margaret Indakala (en), les volleyeuses du Kenya Pipeline ont commencé par deux victoires avant d'être éliminées par les futures championnes tunisiennes du Club féminin de Carthage. L'équipe a souffert de la blessure de Triza Atuka, l'une de ses joueuses clés.